# الغزو الإسباني للبرتغال (1762)
كان الغزو الإسباني للبرتغال في الفترة منذ 5 مايو إلى 24 نوفمبر 1762 حدثًا عسكريًا رئيسيًا ضمن حرب السنوات السبع الأوسع نطاقًا، حيث هُزمت إسبانيا وفرنسا هزيمة نكراء على يد التحالف الأنجلو-برتغالي (بما في ذلك المقاومة الشعبية الواسعة). في البداية، شاركت قوات إسبانيا والبرتغال في الغزو، قبل أن يتدخل الفرنسيون والبريطانيون في الصراع إلى جانب حلفائهم. تميزت الحرب أيضًا بنوع من حرب العصابات الوطنية في البلاد الجبلية، وقطع الإمدادات عن إسبانيا، وعداء الفلاحين الذين فرضوا سياسة الأرض المحروقة مع اقتراب الجيوش الغازية، الأمر الذي جعل الغزاة يتضورون جوعًا بجانب نقص الإمدادات العسكرية.
خلال الغزو الأول، دخل 22,000 إسباني بقيادة نيكولا دي كارفاخال، ماركيز بلدية ساريا، مقاطعة ألتو تراس-أويس- مونتس (شمال شرق البرتغال)، وكان هدفهم النهائي هو مدينة بورتو. بعد احتلال بعض الحصون واجهوا انتفاضة وطنية. استغلت العصابات المسلحة التضاريس الجبلية وألحقت خسائر فادحة بالغزاة، فقطعت عمليًا خطوط اتصالهم بإسبانيا، ما أدى إلى نقص في المؤن الضرورية. حاول الإسبان غزو بورتو بسرعة بعدما كادوا يموتون جوعًا، لكنهم هُزموا في معركة دورو وفي معركة مونتاليغري قبل أن ينسحبوا إلى إسبانيا. بعد هذا الفشل، استُبدل القائد الإسباني ببدرو بابلو أباركا دي بوليا، كونت أراندا.
في الوقت نفسه، نزل 7,104 جندي بريطاني في لشبونة، ما أدى إلى إعادة تنظيم الجيش البرتغالي على نطاق واسع تحت قيادة كونت ليبي، القائد الأعلى للقوات المتحالفة.
خلال الغزو الثاني للبرتغال (مقاطعة بيرا)، استولى 42,000 من الفرنسيين الإسبان بقيادة أراندا على ألميدا وعدة معاقل أخرى، في حين أوقف الجيش الأنغلو برتغالي غزوًا إسبانيًا آخر للبرتغال من جانب مقاطعة ألنتيجو، مهاجمًا فالنسيا دي الكانتارا (إكستريمادورا الإسبانية)، حيث كان حشد إسباني ثالث يتجمع للغزو.
تمكن الحلفاء من إيقاف الجيش الغازي في الجبال الواقعة شرق آبرانتس، حيث كان منحدر المرتفعات المواجه للجيش الفرنسي الإسباني شديد الانحدار، ولكنه كان منخفضًا جدًا من جانب الحلفاء، ما سهل من إمداد وتحركات الحلفاء، وفي نفس الوقت شكل حاجزًا أمام الفرنسيين الإسبان. منع تحالف الإنجلو-برتغالي أيضًا الغزاة من عبور نهر تاغوس وهزموهم في بلدية فيلا فيلها.
دُمر الجيش الفرنسي الإسباني (الذي قُطعت خطوط إمداداته من إسبانيا بسبب حرب العصابات) تدميرًا شبه كامل بسبب إستراتيجية الأرض المحروقة القاتلة: فقد هجر الفلاحون جميع القرى المحيطة بهم، آخذين معهم أو دمروا المحاصيل والأغذية وكل ما كان يمكن للغزاة أن يستخدموه، بما في ذلك الطرق والمنازل. شجعت الحكومة البرتغالية أيضًا الفرار بين الغزاة بتقديم مبالغ كبيرة إلى جميع الهاربين والمنشقين. كان على الغزاة أن يختاروا بين البقاء والتجويع أو الإنسحاب. كانت النتيجة النهائية تفكك الجيش الفرنسي الإسباني، الذي اضطر إلى التقهقر إلى كاستيلو برانكو (أقرب إلى الحدود) عندما قامت قوة برتغالية تحت حكم تاونشند بتطويق مؤخرة الجيش. وفقًا لتقرير أرسله، إدوارد هاي، السفير البريطاني في البرتغال، إلى لندن، تكبّد الغزاة 30,000 إصابة (ما يقرب من ثلاثة أرباع الجيش الأصلي)، والتي نجمت أساسًا عن المجاعة والفرار من الجيش والبقاء في الأسر أثناء مطاردة بقايا الجيش الفرنسي الإسباني على يد التحالف الإنجلو-برتغالي والفلاحين.
في نهاية المطاف، استولى جيش الحلفاء على مقر القيادة الإسباني كاستيلو برانكو، فأسر عددًا كبيرًا من الأسبان الجرحى والمرضى- الذين تخلى عنهم أراندا عندما فر إلى إسبانيا، بعد أن حاصرها الحلفاء مرة ثانية.
خلال الغزو الثالث للبرتغال، هاجم الإسبان بلدية مارفو وقرية أوغيلا، لكنهم هُزموا وأصُيبوا بجروح. ترك جيش الحلفاء معسكره الشتوي وطارد الإسبان المنسحبين، فأخذ بعض الأسرى، ودخلت قوة برتغالية إسبانيا وأخذت المزيد من السجناء في لا كودوسيرا.

في 24 نوفمبر، طلب أراندا هدنة، قبلها ووقعها ليبي في 1 يسمبر 1762.
«كان الهدف الأول لحكومتي إسبانيا وفرنسا الحليفتين هو غزو البرتغال، الحليف القديم لبريطانيا العظمى، التي كان من المفترض أن تكون عاجزة تمامًا عن الدفاع عن نفسها ضد هذا التحالف القوي … وبعد ذلك بقليل، قامت ثلاثة جيوش إسبانية بغزو تلك المملكة الضعيفة، التي لا حول لها ولا قوة، في ثلاث نقاط مختلفة، ولكن روح الوطنية التي أيقظها حفنة من الضباط البريطانيين بين الفلاحين، ما دفعهم لمقاومة الغزو، سحقت هذه الجيوش وردتها على نحو مخزي».

ــــــــ دراسات في التاريخ

## نظرة عامة
كان غزو آل البوربون للبرتغال في الواقع سلسلة من ثلاث حملات عسكرية وقعت في أماكن وأزمنة مختلفة وأتت بنتائج متشابهة: 
كان الهدف الأول الذي وضعته حكومتا إسبانيا وفرنسا المتحالفتين نصب أعينها غزو البرتغال، الحليف القديم لبريطانيا العظمى، والتي كان يفترض أنها عاجزة كليًا عن الدفاع عن نفسها ضد اتحاد بالغ القوة... وتعرضت تلك المملكة الضعيفة والعاجزة عن الدفاع عن نفسها بعد ذلك بوقت قصير لغزو من ثلاث نقاط مختلفة من قبل ثلاثة جيوش إسبانية، أحيى بضعة ضباط بريطانيين هذه الروح الوطنية بين الفلاحين التي كانت كفيلة بصد الغزاة وإرغامهم على التراجع وهم ذليلون.
دراسات في التاريخ

## الخلفية

### الحياد الإسباني والبرتغالي خلال حرب السنوات السبع
خلال حرب السنوات السبع، وفي عام 1759 هزم أسطول بريطاني بقيادة الأدميرال بوسكاوين أسطولًا فرنسيًا في المياه البرتغالية على مقربة من لاغوس، ألغارف. واستولى على ثلاث سفن تابعة للأسطول وتمكن من تدمير اثنتين. على الرغم من كونها حليفًا قديمًا لبريطانيا، أعلنت البرتغال حيادها في هذه الحرب، وبناءًا على ذلك، طالب رئيس الوزراء البرتغالي بومبال بأن تكفّر بريطانيا عن خطأها. قدمت الحكومة البريطانية اعتذارًا إلى الملك البرتغالي، جوزيه الأول، بإرسال وفد خاص إلى لشبونة، ولكن السفن التي استولي عليها لم تعاد كما كانت فرنسا قد طلبت (كان بومبال قد أعلم ويليام بيت في وقت سابق أنه لم يكن يتوقع حدوث ذلك). قدمت الحكومة البرتغالية مساعدات مادية للحاميات الفرنسية التي لجأت إلى لاغوس بعد المعركة. وتوجه الملك الفرنسي لويس الخامس عشر بالشكر إلى جوزيه الأول على كل المساعدات التي قدمها للبحارة الفرنسيين، على الرغم من مطالبته بالقوات البحرية. وبدا أن القضية قد حُلت، غير أن إسبانيا وفرنسا ستستخدمانها كذريعة لغزو البرتغال بعد أربعة أعوام.
كانت البرتغال تواجه صعوبات متزايدة في الحفاظ على حيادها في حرب السنوات السبع بسبب وقوع حوادث ثانوية بين البريطانيين والفرنسيين: ففي إحدى المرات، أصدر القنصل البريطاني في فارو تعليمات إلى الفرقاطات البريطانية بأن تدخل ميناء المدينة وأن تمنع سفينة حربية فرنسية من تفريغ حمولتها، وفي فيانا دو مينيو، حمل رجال أعمال بريطانيون أسلحتهم وصعدوا على متن قارب واستعادوا سفينة تجارية بريطانية كان قرصان فرنسي قد استولى عليها. وعلى الرغم من وقوع هذه الحوادث، التزم ملك وحكومة البرتغال التزامًا شديدًا بإبقاء البلاد خارج الحرب.
من جانبهم، كان الفرنسيون يمارسون ضغوطًا على إسبانيا المترددة في دخول الحرب إلى جانبهم (في الوقت الذي بدأوا فيه مفاوضات سرية مع بريطانيا العظمى لإنهاء الحرب). في نهاية المطاف وقّع كلا البلدين ميثاق العائلة الثالثة (15 أغسطس 1761)، الذي كان «نظامًا قاريًا» معدًا بشكل رئيسي لعزل بريطانيا في أوروبا. غير أن السفن البريطانية اعترضت المراسلات الرسمية من إسبانيا إلى فرنسا وعلمت بوجود بند سري ينص على إرغام إسبانيا على إعلان الحرب على بريطانيا في 1 مايو من عام 1762. استبق البريطانيون الإسبان، وأعلنوا الحرب في 2 يناير من عام 1762.

### الإنذار النهائي الفرنسي الإسباني
قررت سلطتا آل بوربون إجبار البرتغال على الانضمام إلى ميثاق العائلة (كان الملك البرتغالي زوجًا لإحدى نساء آل بوربون، شقيقة الملك الإسباني تشارلز). أرسلت إسبانيا وفرنسا إنذارًا نهائيًا إلى لشبونة (1 أبريل 1762) ينص على أنه يتوجب على البرتغال أن تفعل ما يلي:
- إنهاء التحالف الإنجلو-برتغالي واستبداله بتحالف جديد مع فرنسا وإسبانيا.
- إغلاق موانئها أمام السفن البريطانية وإيقاف كافة الأعمال التجارية مع بريطانيا العظمى في كل من أوروبا وضمن الإمبراطورية البرتغالية.
- إعلان الحرب على بريطانيا العظمى.
- قبول احتلال جيش إسباني لموانئ برتغالية (بما في ذلك ميناءي لشبونة وأوبورتو). وبذلك ستكون البرتغال «محمية» و«محررة» من «مضطهديها» البريطانيين.

مُنحت البرتغال مهلة أربعة أيام للرد، وبعد انقضاء مدة المهلة ستواجه البلاد غزوًا من قبل القوات الفرنسية والإسبانية. وكانت قوتا آل بوربون تأملان بالاستفادة من تحويل القوات البريطانية من ألمانيا إلى البرتغال، في حين كانت إسبانيا تأمل في الاستيلاء على البرتغال وإمبراطوريتها.
كانت الأوضاع البرتغالية مريعة. إذ دمر زلزال لشبونة الهائل وتسونامي وحريق عام 1755 العاصمة البرتغالية بشكل كامل، مما تسبب بمقتل الآلاف وإلحاق أضرار بمعظم القلاع البرتغالية. لم تترك إعادة بناء لشبونة جديدة أي أموال لدعم الجيش أو البحرية، حتى أن الكوادر العسكرية الذين لاقوا مصرعهم في الزلزال لم يكونوا قد استُبدلوا بحلول عام 1762. منذ عام 1750 فصاعدًا، بدأ عرض الذهب البرازيلي (الذي من البرتغال أكبر مالك للذهب في العالم دون منازع خلال القرن الثامن عشر) يشهد تدهورًا لا يمكن إيقافه، وانخفض سعر السكر البرازيلي أيضًا نتيجة انخفاض الطلب البريطاني والهولندي. وقُلصت البحرية البرتغالية –التي كانت قوية خلال القرن الخامس عشر- إلى ثلاث سفن فقط تابعة للأسطول وبعض الفرقاطات. كانت الصورة العامة ل«الجيش» البرتغالي كارثية: كانت الأفواج غير مكتملة والمستودعات العسكرية فارغة، ولم يكن هناك مستشفيات عسكرية. وبحلول عام 1761، كان قد مر عام ونصف على عدم تقاضي الجنود لرواتبهم (كانوا قد حصلوا على أجر ستة أشهر عشية الحرب)، واعتاش العديد من الجنود على السرقة أو «الاغتيال من أجل كسب الرزق». كان الانضباط العسكري ذكرى بعيدة وكان الجزء الأكبر من القوات «دون زي عسكري ودون أسلحة». وحين أبلغهم السفير الفرنسي بالإنذار النهائي (1 أبريل 1762)، طرقت مجموعة من الرقباء مع كابتن بابه يتوسلون الصدقات. غالبًا ما اشتمل التجنيد على الإيقاع بالمتشردين والعابرين خلال التجمعات الشعبية. وذكر كونت سان بريست، السفير الفرنسي في البرتغال: «كان ضربًا من المستحيل العثور على جيش في حالة من الاضطراب تفوق حالة الجيش البرتغالي. وحين وصل كونت ليبي ]القائد الأعلى للحلفاء، الذي أرسلته إنغلترا[، امتلك الجيش مارشالًا ميدانيًا هو الماركيز دي ألفيتو، الذي لم يكن يعرف كيفية إطلاق النار من بندقية أو قيادة فوج، حتى في أوقات السلم. عيّن أفراد يحوزون رتبة كولونيل، معظمهم من اللوردات أصحاب المكانة، خدمهم كضباط في أفواجهم. كان من الشائع جدًا رؤية جنود، يرتدي معظمهم ملابس رثة، يتوسلون الصدقات ]حتى حراس القصر الملكي[. وكانت حالة الفوضى هذه قد انتهت قبل وقت قصير من وصولي. علينا أن نكون منصفين. أقام كونت ليبي انضباطًا وأجبر الضباط على أن يختاروا بين منصب في الفوج وبين ظرفهم السابق كخدم (...) وبمساعدة بعض الضباط الأجانب، كانت الهيئات العسكرية قد باتت منضبطة وعند وصولي كانت قد نالت تدريبها بشكل مسبق».
ومن أجل تدعيم إنذارهم النهائي وممارسة الضغط على الحكومة البرتغالية، بدأت القوات الإسبانية والفرنسية بالتجمع على الحدود الشمالية البرتغالية منذ 16 مارس من عام 1762، زاعمة أنها كانت مجرد «جيش وقائي». أعلنت الحكومة البرتغالية نيتها في الدفاع حتى النهاية. وما إن وردت إلى البلاط أخبار دخول القوات الإسبانية شمال المملكة، أعلنت البرتغال الحرب على كل من إسبانيا وفرنسا (18 مايو 1762)، وطلبت من البريطانيين معونة مالية وعسكرية. وأعلنت فرنسا وإسبانيا الحرب في 15 و20 من شهر يونيو على التوالي.